# Cuchuco
Cuchuco es un alimento que consiste en el maíz, la cebada o trigo en grano pelado y troceado o semimolido, que se usa para hacer sopas.
La sopa en Colombia se conoce por el nombre del grano, es decir, cuchuco de maíz, de cebada o de trigo; en Venezuela se conoce con el nombre de la sopa, sopa de maíz, sopa de cebada o sopa de trigo. Cada una con diversas variantes en cuanto a ingredientes.

## Consumo
En Colombia, son habituales especialmente en el altiplano cundiboyacense de los departamentos de Boyacá y Cundinamarca y en las regiones andinas limítrofes, como Norte de Santander, Santander y Tolima.
En Venezuela el consumo mayor de las sopas de cereales se da en la zona andina o andes venezolanos como Táchira, Mérida, en los estados cercanos al estado Zulia, en el Estado Falcón y en el sur del país en el Estado Bolívar, donde incluso hacen uso de carnes de cacería y otras exóticas. 
Por su alto consumo en el altiplano cundiboyacense y departamentos limítrofes, es uno los alimentos básicos que componen la llamada canasta familiar colombiana, con el cual se calcula en las instancias gubernamentales el costo de vida para los hogares.

## Etimología
La palabra es un americanismo que proviene del muisca quychyquy, que significa "alimento, comida, vianda".
Pedro José Ramírez Sendoya propone que el término proviene de Kuchuchu,- Raíz comestible (Ts, 175). Kuchuku,- rebanar, cortar (Ts, 130) o del Kulino : Cuchuco - Maíz., o del Mayoruna Schuki - maíz.

## Uso y preparación
Originalmente era un alimento popular, por lo barato, pues era derivaba del remanente de la molienda de los cereales para elaborar las harinas que eran consumidas por las clases sociales con mayores recursos para pagar su alto precio y hacer las cremas o las coladas.
Se cocina para hacer una sopa espesa, usualmente con carne de cerdo, arvejas, zanahoria, papa picada y adobos como ajo, cebolla, cilantro, guascas o laurel, y que es un plato típico de la dieta popular cotidiana en Colombia, y en Venezuela donde se hace con maíz, cebada, trigo, semejante a la preparación colombiana pero sin agregar habas; se usan otros granos con frecuencia y una mezcla de granos, verduras en especial tubérculos y las carnes más frecuentes para su uso son las aves y bovina, mientras que en Colombia es más común y básico el uso de cerdo.
En Ecuador, algunas regiones tienen la misma preparación bajo otros nombres, y en Brasil también cuentan con sopas casi idénticas al cuchuco, la variante es que no usan ese nombre, sino que varía de acuerdo a región e ingredientes empleados, y se usa bastante la couve y el frijol rojo o blanco.